# 常福寺 (つくば市)
常福寺（じょうふくじ）は、茨城県つくば市にある真宗大谷派の寺院。

## 歴史
1216年（建保4年）、入信によって開山された。入信は親鸞の高弟二十四輩の一人であり、俗名は「八田七郎知朝」であった。常陸国那珂郡八田郷（現・茨城県常陸大宮市八田）の地に寺院を創建したのが当寺の起源である。
その後、1541年（天文10年）に、常陸国新治郡大曽根村（現・茨城県つくば市大曽根）に寺を移転した。
なお、起源を同じくする寺として、東京都足立区の常福寺がある。この寺も山号と院号が同じ「佛名山玉川院」であり、真宗大谷派に属している。
1788年（天明8年）と1892年（明治25年）に火災の被害に遭っている。
現在の本堂は、1989年（平成元年）に新築したものである。

## 交通アクセス
- JRバス大曽根中宿停留所より徒歩5分。